# Ancistrus
Ancistrus je rod slatkovodnih riba, od kojih su sve poznate kao ancistrusi. Podrijetlom su iz rijeke Amazone i njenih pritoka. Česta je riba u akvaristici, a najraširenija vrsta u akvarijima je Ancistrus dolichopterus.

## Izgled i osobine
Ancistrusi su tipični predstavnici porodice Loricariidae; odlikuju se okomito spljoštenim tijelom i ustima koje imaju ulogu sisaljke. Sisaljka služi za struganje algi i mikroorganizama s kamenja, te opiranje jakoj vodenoj struji. Od ostalih članova potporodice Ancistrini razlikuju se kraćim i širim tijelom, te širom glavom. Karakteristično obilježje mužjaka predstavljaju "brkovi" s gornje strane glave, koji su kod ženki uglavnom odsutni ili vrlo mali. Nije sigurno za čemu ti brčići služe. Pretpostavlja se da oponašaju ličinke koje mužjak čuva, te da ženke u mužjacima s velikim i razgranatim brkovima vide dobre očeve svog potomstva.
Boja gornje strane tijela je tamnosmeđa, a prošarana je žutim točkama. Donja strana je žućkasta ili svjetlija nijansa boje tijela. Ancistrusi su poznati po svojoj sposobnosti da prežive u vodi s malim količinama kisika, zahvaljujući modificiranom želucu preko kojeg dišu.
Ribe ovog roda uglavnom su miroljubive i prilagođene životu u akvariju, ali spolno zreli mužjaci mogu biti agresivni prema ostalim ancistrusima oba spola. Mužjaci narastu do 15 cm, ženke do 12 cm.

## U akvariju
Popularne su među ljubiteljima akvarija upravo zbog svoje ishrane: cijenjeni su algojedi i vrlo korisni u suzbijanju zelenih algi u akvarijima. Iako su podrijetlom iz bistrih tropskih voda Južne Amerike, ancistrusi su vrlo otporne ribe i preživjet će u raznim nepogodnim uvjetima.
Temperatura vode koja im najbolje odgovara kreće se od 23 do 27°C, a životni vijek doseže i 12 godina. U normalnim akvarijskim uvjetvima ancistruse nije potrebno posebno hraniti, jer se njihova ishrana sastoji od algi i ostataka riblje hrane. U trgovinama se mogu kupiti prilagođene tonuće tablete spiruline za ancistruse, koje će oni rado sisati. U nedostatku algi može im se dati kuhana blitva, grašak (bez kožice), spanjak, zelena salata (također kuhana), krastavac i ostalo povrće. Ancistrusi kojima nedostaje biljna hrana okrenut će se bušenju listova širokolisnih biljaka.
Ancistrusi su noćne ribe koje dan provode u pećinama, koje im treba oosigurati i u akvariju. Pored pećina, u akvariju s ancistrusima poželjno je imati granu ili panj, koja će im biti izvor potrebne celuloze.

## Razmnožavanje
Mužjak će očistiti pećinu i u nju privući ženku. Nakon mrijesta ženka napušta pećinu i dalje ne igra nikakvu ulogu u podizanju mlađi. Mužjak će čistiti jaja i odstranjivati neoplođenu i pljesnivu ikru, te perajima poticati cirkulaciju i aeraciju vode oko ikre. Za to vrijeme mužjak ne napušta pećinu i ne hrani se. Jaja će se izleći za 3-4 dana, a mužjak će mlađ čuvati prvih 7-10 dana nakon izlijeganja. Mlađ prve dane provodi zaljepljeno za strop i zidove pećine, hraneći se sadržajem svoje žumanjčane kesice. Mladi ancistrusi izlaze iz pećine u potragu za algama nakon proplivavanja, kada istroše sadržaj svojih žumanjčanih kesica.

## Vrste
| - A. abilhoai - A. agostinhoi - A. aguaboensis - A. bodenhameri - A. bolivianus - A. brevifilis - A. brevipinnis - A. bufonius - A. caucanus - A. centrolepis - A. chagresi - A. cirrhosus - A. claro - A. clementinae - A. cryptophthalmus - A. cuiabae - A. damasceni - A. dolichopterus - A. dubius - A. erinaceus - A. eustictus - A. falconensis - A. formoso - A. fulvus | - A. galani - A. gymnorhynchus - A. heterorhynchus - A. hoplogenys - A. jataiensis - A. jelskii - A. latifrons - A. leucostictus - A. lineolatus - A. lithurgicus - A. macrophthalmus - A. maculatus - A. malacops - A. maracasae - A. marcapatae - A. martini - A. mattogrossensis - A. megalostomus - A. minutus - A. montanus - A. mullerae | - A. multispinis - A. nationi - A. nudiceps - A. occidentalis - A. occloi - A. parecis - A. pirareta - A. piriformis - A. ranunculus - A. reisi - A. salgadae - A. spinosus - A. stigmaticus - A. tamboensis - A. taunayi - A. temminckii - A. tolima - A. tombador - A. trinitatis - A. triradiatus - A. variolus - A. verecundus - A. vericaucanus |

## Unutarnje poveznice
- Akvarij